# جون موريسون جيبسون
جون موريسون جيبسون هو محامي وسياسي كندي، ولد في 1842 في تورونتو في كندا، وتوفي في 3 يونيو 1929 في هاميلتون في كندا. حزبياً، نشط في الحزب الليبرالي في أونتاريو ‏. وقد انتخب عضو برلمان مقاطعة أونتاريو وانتخب Lieutenant Governor of Ontario ‏ (1908 – 1914).